# 세아라주
세아라주(브라질 포르투갈어: Estado do Ceará)는 브라질의 북동부 대서양 연안에 위치하였으며 파라이바주, 페르남부쿠주, 피아우이주, 히우그란지두노르치주와 이웃하고 있다. 총 면적은 146,348.3 km2이며 북동쪽지역의 9.37% 및 전 브라질 면적의 1.7%정도를 차지하며 수도는 포르탈레자이다.

## 주요 도시
- 포르탈레자 (인구 2,473,614명)
- 카우카이아 (인구 326,811명)
- 주아세이로 도 노르테 (인구 246,515명)
- 마라카나우 (인구 199,808명)
- 소브랄 (인구 180,046명)
- 페셍

## 인구
| 연도    | 인구      | ±%     |
| ------- | --------- | ------ |
| 1872    | 721,686   | —      |
| 1890    | 805,687   | +11.6% |
| 1900    | 849,127   | +5.4%  |
| 1920    | 1,319,228 | +55.4% |
| 1940    | 2,091,032 | +58.5% |
| 1950    | 2,695,450 | +28.9% |
| 1960    | 3,337,856 | +23.8% |
| 1970    | 4,491,590 | +34.6% |
| 1980    | 5,380,432 | +19.8% |
| 1991    | 6,362,620 | +18.3% |
| 2000    | 7,431,597 | +16.8% |
| 2010    | 8,452,381 | +13.7% |
| 2022    | 8,794,957 | +4.1%  |
| Source: |           |        |

## 같이 보기
- 북동부 지방 (브라질)
- 브라질의 주